# Antonio Pereira Pina Neto
Antonio Pereira Pina Neto (* 26. März 1989 in Aracati), auch einfach nur Antonio Pina oder Tufy genannt, ist ein brasilianischer Fußballspieler.

## Karriere
Seinen ersten Vertrag unterschrieb Pina 2010 bei Brasília FC, einem Verein, der in Águas de Lindóia im Bundesstaat São Paulo
beheimatet ist. 2011 wechselte er nach Asien. Hier unterschrieb er einen Vertrag beim thailändischen Erstligisten Osotspa M150. 2012 zog es ihn nach Vietnam, wo er eine Saison bei Đồng Tâm Long An spielte. 2012 ging er wieder in seine Heimat Brasilien  zurück um bei Friburguense AC aufzulaufen. Nach einem Jahr und drei Spielen für den Verein unterschrieb er wieder in Thailand beim Zweitligisten Bangkok FC einen Vertrag. Nach der Hinserie 2013 wechselte er nach Sattahip zum Ligakonkurrenten Navy FC. 2014 wechselte er wieder nach Brasilien zu seinem alten Verein Friburguense AC. Hier kam er 24 Mal zum Einsatz. 2016 ging es wieder nach Thailand, um bei Pattaya United, den Aufsteiger in die Thai Premier League, zu spielen. Hier stand er 26 Mal auf dem Platz und erzielte ein Tor. Nach einer Saison zog er weiter nach Nakhon Ratchasima. Hier spielte er zwei Jahre für den Erstligisten Nakhon Ratchasima FC. In 54 Spielen traf er 4 Mal das Tor. Seit 2019 steht Pina beim Zweitligisten Police Tero FC unter Vertrag. Nach der Hinrunde wurde der Vertrag aufgelöst. Pina war von Mitte 2019 bis Ende 2019 vereinslos. 2020 ging er nach Vietnam und schloss sich dem Hồng Lĩnh Hà Tĩnh FC an. Im März wurde sein Vertrag vom Verein gekündigt. Dann war der Spieler mehrere Monate vereinslos, ehe er am 8. Oktober 2020 einen Vertrag in seiner Heimat beim Ipatinga FC in Minas Gerais unterschrieb. Hier stand er bis Ende August 2022 unter Vertrag. Ende August 2022 ging er wieder nach Thailand, wo ihn der Drittligist Udon United FC unter Vertrag nahm. Nach einer Spielzeit, in der er 22 Ligaspiele bestritt, wurde sein Vertrag im Sommer 2023 nicht verlängert.